# Vajta (Hungría)
Vajta es un pueblo en el condado de Fejér, Hungría.

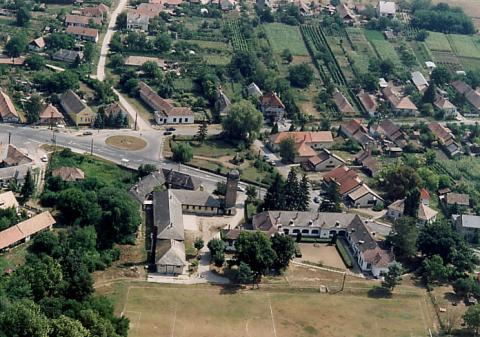
Vista aérea de Vajta